# Октопуси
Октопуси (енгл. Octopussy) британски је шпијунски филм из 1983. године и тринаести у серији Џејмс Бонд британског продуцента Eon Productions-а, као и шести са Роџером Муром у главној улози Џејмса Бонда. Филм је режирао Џон Глен, док су сценарио написали Џорџ Макдоналд Фрејзер, Мајкл Г. Вилсон и Ричард Мејбаум.
Наслов филма преузет је из кратке приче из збирке прича Ијана Флеминга, Октопуси и Дах смрти, иако је радња филма углавном оригинална. Међутим, филм садржи сцену адаптирану из Флемингове кратке приче „Власништво даме” (укључене у сва издања ове збирке прича од 1967. године). Догађаји из кратке приче „Октопуси” чине део позадине насловне јунакиње и она их у филму препричава.
У филму, Бонд је на трагу човека који од совјетске владе краде драгуље и реликвије и замењује их копијама. То га води до богатог авганистанског принца, Камала Кана и његове помоћнице, кријумчарке драгуљима, познате као Октопуси. Након напете партије триктрака и кратког заробљеништва, Бонд открива заверу која прети да дестабилизује цели свет.
Филм су продуцирали Алберт Броколи и Мајкл Вилсон, а издат је четири месеца пре незваничног филма Никад не реци никад. Зарадио је преко 180 милиона долара широм света и добио је помешане критике. У филму су похваљене акционе сцене и локације, али су критиковани хумор и радња; насловна улога Мод Адамс је такође поделила критичаре.

## Радња
Након бекства од близанаца-атентатора бацача ножева Мишке и Гришке у Источном Берлину, смртно рањени британски агент 009, прерушен у циркуског кловна који носи фалсификат Фабержеовог јајета, умире у резиденцији британског амбасадора у Западном Берлину. МИ6 одмах сумња на совјетску умешаност и, након што је оригинално Фабержеово јаје виђено на аукцији у Лондону, шаље Џејмса Бонда да идентификује продавца. На аукцији, Бонд замењује право јаје са лажним, а затим се укључује у надметање са прогнаним авганистанским принцем, Камалом Каном, присиљавајући Кана да плати 500.000 фунти за лажно јаје. Након што је сазнао да је наводно „право” јаје на аукцији такође лажно, Бонд прати Кана натраг у његову палату у Раџастану, где Бонд побеђује Кана у партији тавле. Бонд бежи са својим контактом Виџејем, који онемогућава покушаје Кановог телохранитеља Гобинде да убије Бонда. Касније Бонда заводи Канова сарадница Магда и он примећује да она има тетоважу хоботнице са плавим прстеновима. Бонд дозвољава Магди да украде Фабержеово јаје које је извукао са аукције, опремљен уређајем за прислушкивање и праћење који је инсталирао Кју. Гобинда онесвешћује Бонда и одведи га у Канову палату. Након што Бонд побегне из своје собе, он слуша прислушкивач и открива да Кан ради са Орловом, совјетским генералом, који жели да прошири совјетску доминацију на западну Европу.
Бонд се инфилтрира у плутајућу палату у Удајпуру и тамо проналази њену власницу, Октопуси, богату пословну жену, кријумчара и Канову сарадницу. Она такође води култ Хоботнице, чији је Магда члан. Октопуси има личну везу са Бондом: она је ћерка покојног мајора Декстер-Смита, кога је Бонд требало да ухапси због издаје. Бонд је допустио мајору да изврши самоубиство, како му не би било суђено, а Октопуси му захваљује што је њеном оцу понудио часну алтернативу, позивајући Бонда да остане као њен гост. Раније у Кановој палати, а касније у Октопусиној палати, Бонд сазнаје да је Орлов снабдевао Кана непроцењивим совјетским благом, замењивао их репликама, док је Кан кријумчарио оригиналне предмете на запад преко Октопусине циркуске трупе (Кан је купио јаје на аукцији како би спречио његово излагање као фалсификат). Орлов планира да се сретне са Каном у Карл Маркс Штату у Источној Немачкој, где је заказан наступ циркуса. Кан унајмљује плаћенике да убију Бонда, али Бонд и Октопуси добијају предност када атентатори провале у палату. Бонд сазнаје од Кјуа да су Виџеја убили плаћеници.
Путујући у Источну Немачку, Бонд се инфилтрира у циркус и сазнаје да је Орлов совјетско благо заменио нуклеарном бојевом главом, припремљеном да експлодира током циркуске представе у америчкој ваздухопловној бази у Западној Немачкој. Експлозија би натерала Европу да тражи једнострано разоружање у уверењу да је бомба припадала Сједињеним Државама и да је случајно активирана у ваздушној бази, остављајући незаштићене границе отворене совјетској инвазији. Бонд узима Орловљев аутомобил, вози га железничком пругом и укрцава у покретни циркуски воз. Орлов креће у потеру, али га на граници убијају источнонемачки стражари након што га замене за избеглицу. Бонд убија близанце атентаторе Мишку и Гришку и, након пада из воза, конфискованим аутомобилом долази до ваздушне базе. Бонд продире у базу и прерушава се у кловна да би избегао западнонемачку полицију. Покушава да убеди Октопуси да ју је Кан издао и она схвата да је преварена. Она помаже Бонду у деактивирању бојеве главе.
Бонд и Октопуси се одвојено враћају у Индију. Бонд стиже у Канову палату у тренутку када су Октопуси и њене трупе покренули напад на терен. Октопуси покушава да убије Кана, али је Гобинда хвата. Док Октопусин тим, предвођен Магдом, савладава Канову стражу, Кан и Гобинда напуштају палату, узимајући Октопуси за таоца. Бонд их прогони док покушавају да побегну својим авионом, приањајући уз труп и онемогућавајући крилца и крмила висине, као и мотор. Бонд успева да избаци Гобинду са крова авиона и спашава Октопуси од Кана, а њих двоје скачу на оближњу литицу само неколико секунди пре него што се авион сруши на планини, убивши Кана. Док М и генерал Гогољ разговарају о транспорту накита, Бонд се опоравља са Октопуси на њеном приватном броду у Индији.

## Улоге
| Глумац           | Улога              |
| ---------------- | ------------------ |
| Роџер Мур        | Џејмс Бонд         |
| Мод Адамс        | Октопуси           |
| Луј Журдан       | Камал Кан          |
| Роберт Браун     | М                  |
| Кристина Вејборн | Магда              |
| Стивен Беркоф    | генерал Орлов      |
| Лоис Максвел     | госпођица Манипени |
| Дезмонд Левелин  | Кју                |
| Џефри Кин        | сер Фредерик Греј  |
| Валтер Готел     | генерал Гогољ      |
| Кабир Беди       | Гобинда            |
| Виџај Амритрај   | Виџај              |